# 齋藤由和
齋藤 由和（さいとう ゆわ、1974年 - ）は、日本の建築家。

## 略歴
東京都墨田区生まれ。
- 1997年：日本大学生産工学部建築工学科卒業
- 1997〜1999年：西沢大良建築設計事務所勤務
- 2000年：齋藤由和事務所を設立
- 2003年：アデザインを共同設立
- 2005年：アデザイン有限会社 法人化[1]
- 2018年〜東京電機大学 非常勤講師 [2]
- 2019年〜日本大学 生産工学部 非常勤講師（居住空間デザインコース）
- 2021年〜日本大学 理工学部 非常勤講師
- 2022年〜東京大学 大学院工学研究科都市工学（修士課程）在籍 [3]

## 受賞歴
- 2005年：中之島新線駅企画デザインコンペ 優秀賞
- 2022年：日本空間デザイン賞入選

## 主な作品
- 2004年：岩城島の家 （愛媛県）
- 2008年：武蔵小杉の集合住宅 （神奈川県）
- 2012年：梅島の建物（東京都）
- 2013年：興野の建物（東京都）
- 2013年：東日本の建物
- 2019年：草加の建物（埼玉県）
- 2021年：恵比寿南のオフィスビル（東京都）
- 2021年：新宿御苑のオフィスビル（東京都）
- 2022年：麻布十番のレストラン（東京都、共同設計）
- 2022年：eスポーツスタジオ（千葉県）